# Retschow
Retschow är en kommun och ort i Landkreis Rostock i förbundslandet Mecklenburg-Vorpommern i Tyskland.
Kommunen ingår i kommunalförbundet Amt Bad Doberan-Land tillsammans med kommunerna Admannshagen-Bargeshagen, Bartenshagen-Parkentin, Börgerende-Rethwisch, Hohenfelde, Nienhagen, Reddelich, Steffenshagen och Wittenbeck.